# Procuradoria Parlamentar da Câmara dos Deputados do Brasil
A Procuradoria Parlamentar tem como finalidade defender a Câmara dos Deputados, seus órgãos e seus integrantes no exercício do mandato ou de suas funções institucionais, quando atingidos em sua honra ou imagem perante a sociedade. É regido pelo artigo 21 do Regimento Interno e o seu objetivo é preservar a imagem da instituição e a integridade moral dos parlamentares. O atual procurador, desde abril de 2017, é o deputado federal Carlos Marun, por indicação do presidente da casa, Rodrigo Maia.
A Procuradoria Parlamentar dispõe de atuação jurídica própria para o cumprimento de suas finalidades.